# Mohamed Nasr
Mohamed Nasr est un bodybuilder égyptien. Il a remporté en 1952 le titre NABBA M. Univers.

## Titres
- 1950 - M. Univers : 3e
- 1952 - M. Univers